# Julio Herrera y Obes
Julio Herrera y Obes (Montevidéu, 9 de janeiro de 1841 — 6 de agosto de 1912), foi um advogado, jornalista e político uruguaio, servindo como Presidente do Uruguai entre 1890 e 1894.

## Biografia
Nascido em Montevidéu, em 9 de janeiro de 1841, era filho do diplomata e político Manuel Herrera y Obes, e irmão do também político Miguel Herrera y Obes. Era Membro do Partido Colorado. Antes de ocupar o cargo de Presidente, tinha sido Secretário do Presidente Venancio Flores, durante a Guerra do Paraguai. Também foi Ministro das Relações Exteriores do Presidente Tomás Gomensoro. Após o golpe de Estado contra Pedro Varela, foi demitido e exilou-se nos Estados Unidos, e depois em Buenos Aires. Nesse período, fez oposição ao ditador Lorenzo Latorre. Com a deposição de Latorre, em 1880, voltou para o Uruguai, sendo nomeado Ministro de Governo de Máximo Tajes, que fez a transição de volta à democracia. Em 1890, foi eleito pela Assembleia Geral para o cargo de presidente, o qual ocupou até 1894. Durante o período em que esteve no cargo, combateu uma crise financeira que o país estava passando por conta da Crise do encilhamento, que estava acontecendo no Brasil. Após o término do seu mandato, elegeu-se para ocupar uma vaga no Senado. Como senador, rejeitou o Pacto de la Cruz em 1897, e foi expatriado. Voltou ao país somente em 1903, muito pobre, rejeitando à pensão indenizatória de Claudio Williman, e morreu vivendo em pobreza em sua casa, em Montevidéu, em 6 de agosto de 1912, aos 71 anos de idade.